# Histoire du Sud-Ouest africain allemand

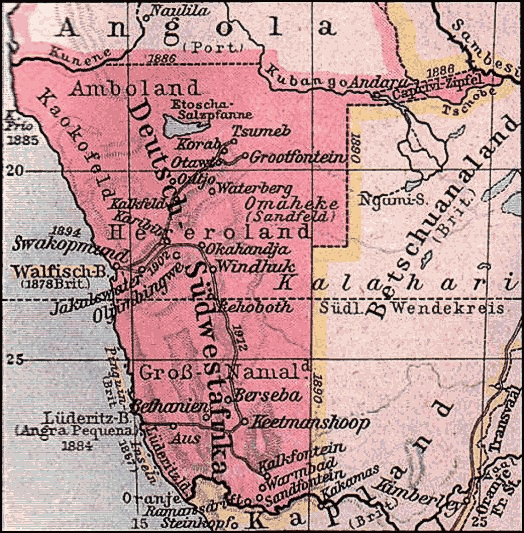
Carte du Sud-Ouest africain allemand.

Le Sud-Ouest africain allemand était une colonie allemande établie en 1884 sur la côte atlantique entre la colonie du Cap et la colonie portugaise d'Angola.
Elle fut transférée par la Société des Nations à l'Union de l'Afrique du Sud après la fin de la Première Guerre mondiale.
Depuis le 21 mars 1990, l'ancienne colonie allemande est indépendante sous le nom de Namibie.

## La fondation de la colonie (1883-1889)

Drapeau de l'Empire allemand.

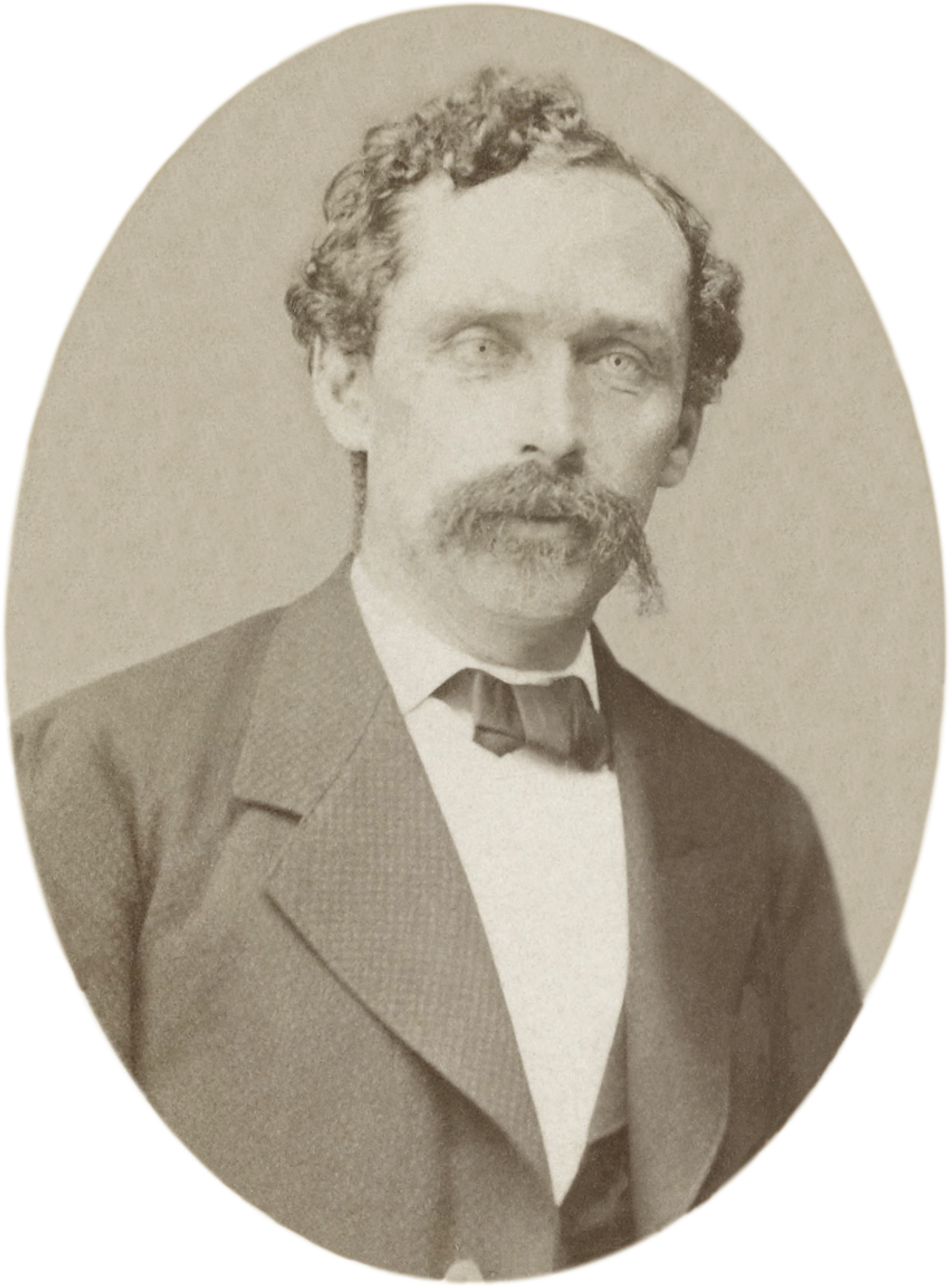
Gustav Nachtigal.

Le 10 avril 1883 un commerçant allemand, Adolf Lüderitz  envoie son ami Henrich Vogelsang et des explorateurs en reconnaissance dans le Sud-Ouest Africain. Ils débarquent dans la baie d'Angra Pequena avec une cargaison de maisons préfabriqués, des chars à bœufs et des provisions. Trois semaines plus tard, le chef nama Joseph Frederiks II lui vend toute la baie (pour 100 livres sterling et 200 fusils). À la demande de Lüderitz, la baie (rebaptisée baie de Luderitz) est alors placée sous la protection de l'Allemagne dès le 24 avril 1884.

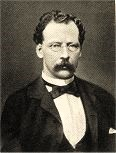
Adolf Lüderitz (1834-1886).

Tout le territoire entre le fleuve Cunene et le fleuve Orange est finalement discuté et placé sous protectorat allemand lors du partage de l'Afrique par les puissances occidentales à la conférence de Berlin en 1884. La proclamation est faite sur place par l'explorateur allemand Gustav Nachtigal qui, investi de la fonction de commissaire du Reich, signe le premier traité de protection avec Joseph Frederiks II. Seul Walvis Bay reste aux mains des Britanniques.
Heinrich Göring succède dès 1885 à Nachtigal. Avec deux assistants et sans armée, il représente l'ordre prussien dans l'embryon de colonie dont la capitale est fixée à Otjimbingwe.
Après la bataille d'Osana où les Hereros infligent une cuisante défaite aux Namas de Hendrik Witbooi, le chef Maharero signe son premier traité de protection avec le commissaire allemand. De leurs côtés, les Basters de Rehoboth (issus des unions entre Boers et Namas au XVIIIe siècle) signent un traité similaire. Ils devinrent ensuite des supplétifs très coopératifs de l'armée allemande jusqu'en 1915.
Le 20 octobre 1885, après avoir sans succès tenté d'obtenir la protection de la colonie du Cap, l'explorateur William Worthington Jordaan fonde avec 45 familles de Dorslandtrekkers revenus d'Angola la république de Upingtonia dans la région de Grootfontein et d'Otavi, sur les terres concédées par le roi des Ndongas. Les Hereros revendiquent alors ces terres contraignant plusieurs de ces familles à émigrer de nouveau vers le plateau du Waterberg ou à retourner vers le Transvaal.
Le 30 juin 1886, Jordaan est assassiné par un Ovambo, mettant fin à l'éphémère république. Le commanditaire de l'assassinat resta inconnu malgré la mise en cause de Maharéro. Les terres sont alors rachetées par une compagnie allemande.
En 1886, la frontière tracée entre la colonie portugaise d'Angola et le Sud-Ouest africain allemand coupe en deux le territoire Ovambo.

## Le débarquement de la troupe coloniale (1889-1892)

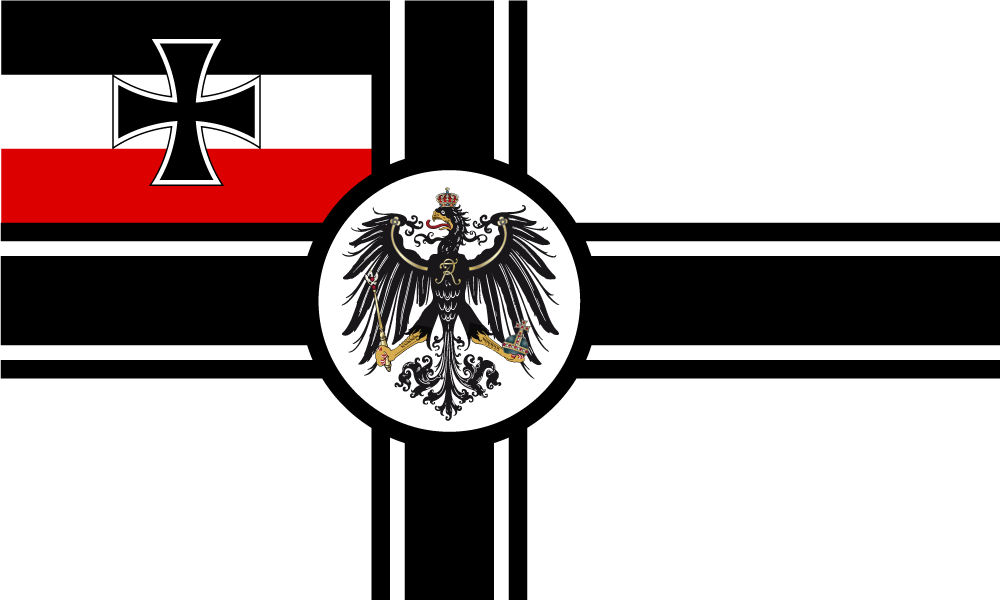
Drapeau de guerre allemand utilisé par la troupe coloniale.

En 1889, le gouvernement allemand envoie le capitaine Curt von François dans le Sud-Ouest Africain à la tête d'un contingent militaire. Il débarque le 24 juin 1889 avec vingt et un soldats allemands à Walvis Bay où il retrouve le haut commissaire allemand, Heinrich Göring, qui avait dû se résoudre à se placer sous la protection britannique après la dénonciation par Maharero du traité de protection. Très vite, Curt von François entreprend de marquer la présence militaire allemande sur la région.

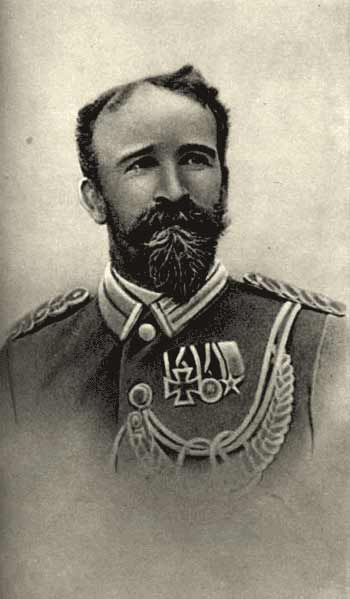
Curt von François.

Après avoir installé ses quartiers à Otjimbingwe, il conquiert Tsaobis, puis Heusis et renouvelle le traité de protection avec Maharero. Son successeur, Samuel Maharero entreprend dès l'année suivante une politique de collaboration renforcée avec les troupes coloniales et cède une partie de ses terres en échange de produits européens.
En 1890, la région de la Bande de Caprivi est intégré au Sud-Ouest africain allemand permettant un accès au fleuve Zambèze et aux colonies orientales. La frontière Est de la colonie avec le Bechuanaland britannique est également fixée.

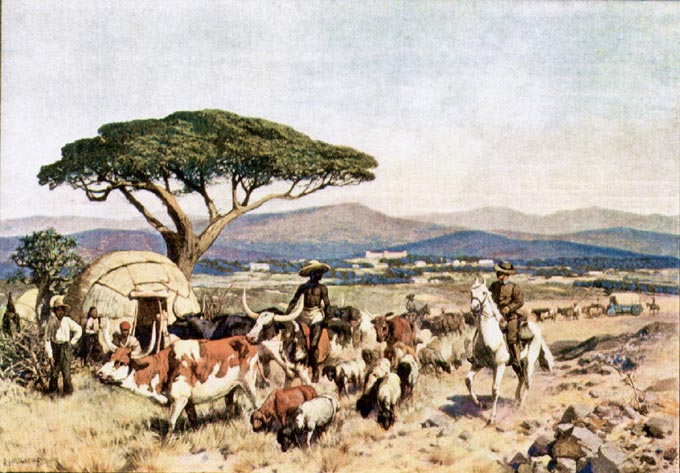
Peinture représentant la rencontre entre les convois de colons et les bergers.

Le 18 octobre 1890, ses troupes arrivèrent sur le site de Winterhoek où von François fait construire un fort (Alte Feste) destiné à être le quartier général des forces coloniales du Reich. 

Winterhoek, germanisé en Windhuk est un lieu idéal à proximité de sources d'eau, au centre du pays, situé entre les territoires namas et hereros. À partir du 7 décembre 1891, Windhuk est le centre administratif de la colonie. En 1894, la ville compte 85 résidents blancs (dont 5 femmes), 500 soldats de la troupe coloniale allemande et de 300 à 400 Noirs (essentiellement des Namas).
En 1892, von François fonde le port de Swakopmund destiné à affranchir la colonie de sa dépendance vis-à-vis de Walvis Bay.

## Les premières révoltes (1893-1904)

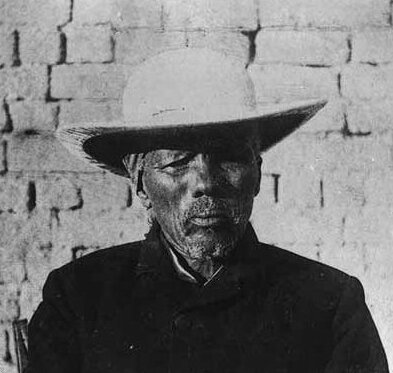
Hendrik Witbooi vers 1905.

En 1893, promu major, von François reçoit le titre de Landeshauptmann du Sud-Ouest africain allemand. Au cours de la même année, il connait de fortes résistances de la part des Namas commandés par Hendrik Witbooi. Après avoir refusé par trois fois de se mettre sous la protection allemande, Witbooi est devenu le principal ennemi de von François lequel a fait interdire toute importation de munitions, privant les tribus de tout accès aux armes à feu. Les troupes coloniales attaquent la capitale des Namas où ils massacrent soixante-dix femmes et enfants. Mais Witbooi reste ferme et contre-attaque. Dans le même temps, les pressions montent en Allemagne pour rappeler von François à qui il est reproché de ne pas avoir pu traiter avec Witbooi autrement que par les armes — et de ne pas l'avoir vaincu non plus par cette voie. En août 1894, il est remplacé par le major Theodor Leutwein.

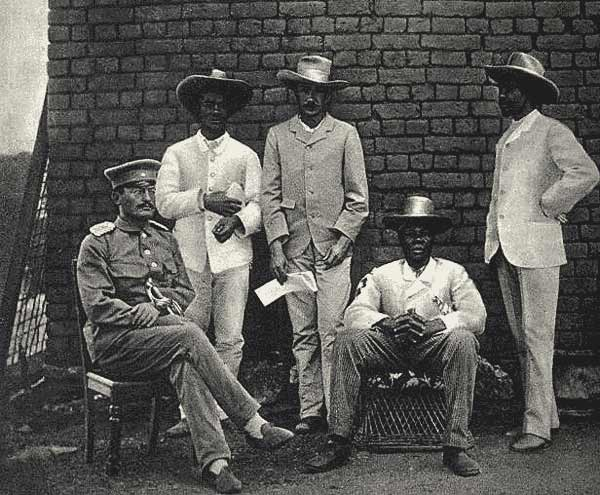
Theodor Leutwein (assis à gauche), Zacharie Zeraua (2e à gauche) et Manassé Tyiseseta (assis, 4e à partir de la gauche), 1895.

Après l'échec de ses tentatives d'alliance avec les Hereros, Witbooi accepte finalement de se placer sous la suzeraineté allemande. Les Namas de Witbooi deviennent alors d'efficaces auxiliaires de l'armée coloniale participant à la répression contre le soulèvement des clans rivaux alors que les Hereros qui avaient jusque-là participé à la répression de toute rébellion, commencent à s'éloigner de la puissance coloniale, exaspérés par la peste bovine, les exactions des colons et l'affranchissement de leurs serfs Damaras.
En 1897, un poste militaire est établi à Namutoni en pays ovambo après l'insistance des missionnaires à obtenir une protection. La même année, les premières réserves indigènes sont fixées pour les Namas puis en 1903 pour les Hereros.
En 1902, la colonie compte 200 000 habitants dont 1 500 colons allemands.

## Le massacre des Héréros (1904-1908)

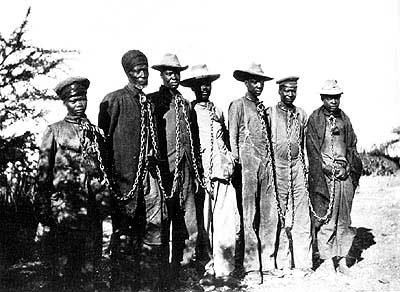
Héréros capturés et enchaînés vers 1904.

En 1903, les Khoi et les tribus Héréros se révoltent contre les colons et l'administration allemande. L'affranchissement des serfs Damaras auraient été la principale cause du soulèvement selon certains historiens (les Damaras seront auxiliaires de l'armée allemande et seront récompensés par l'octroi de 6 000 m2 de terres pour leur contribution à la répression de la révolte). Le 10 janvier 1904 marque le début du soulèvement Héréro commandé par le chef Samuel Maharero. Le chef des clans Namas, Hendrik Witbooi, se joint aux insurgés et mène une guerre d'embuscade. Disposant de six mille fusils, ils sabotent les voies de chemin de fer et incendient les fermes. Près de 60 colons allemands sont tués dans un premier temps provoquant l'envoi massive de troupes allemandes dans le Sud-Ouest Africain puis encore 123 civils allemands.

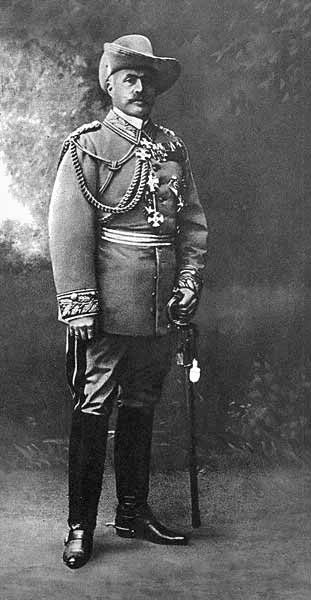
Lothar von Trotha.

Le 11 juin 1904, le lieutenant-général Lothar von Trotha, nommé commandant en chef des troupes de la colonie allemande du Sud-Ouest africain, débarque dans la possession du Reich avec pour mission d'en finir avec la révolte des Héréros et des Namas. La guerre contre ces derniers fait alors rage depuis cinq mois sans perspective de victoire. Au contraire, les pertes allemandes augmentaient alors que le contingent atteignait désormais quatorze mille soldats. Pourtant le 28 juin 1904 à Namutoni, la tentative de prise du fort par cinq cents Ovambos n'est repoussée que par trois soldats et trois fermiers allemands.
Lors de la bataille de Waterberg le 11 août 1904, Trotha remporte une victoire décisive contre les guerriers Héréros conduits par le chef Samuel Maharero. En les encerclant de trois côtés, il ne laissait aux Héréros qu'une seule issue pour fuir : le désert du Kalahari. Alors que ces derniers essayent d'y trouver refuge, Trotha fait empoisonner les points d'eau, dresse des postes de garde à intervalles réguliers avec ordre de tirer sans sommation à la vue de chaque Héréro, qu'il soit homme, femme ou enfant.
Des milliers d'Héréros meurent alors de soif dans le désert.
En fait, von Trotha avait signé un ordre d'extermination (Vernichtungsbefehl) selon lequel « À l'intérieur des frontières allemandes, chaque Héréro, armé ou non armé, sera abattu. Je n'accepterai pas plus des femmes ou des enfants ».
Bientôt les actions de von Trotha sont connues de l'opinion publique allemande et un mouvement de répulsion s'empare d'une partie de la population ; le chancelier Bernhard von Bülow est amené à demander au kaiser Guillaume II de démettre von Trotha de son commandement. L'ordre est donné trop tard alors que les survivants héréros étaient parqués dans des camps de concentration ou servaient de main d'œuvre à bon marché. Beaucoup étaient morts de malnutrition ou de dysenterie.
Le 29 octobre 1905, Hendrik Witbooi est tué lors de l'attaque d'un convoi à Vaalgras.
Le 19 novembre 1905, von Trotha revient en Allemagne.
La population Héréro estimée à 75 000 âmes avant le début de la guerre était réduite à 15 000 individus en 1911, soit une baisse de 80 % de la population initiale. À ces 60 000 Héréros il faut ajouter près de 20 000 Namas morts par la suite dans des conditions similaires et du fait de déportation.

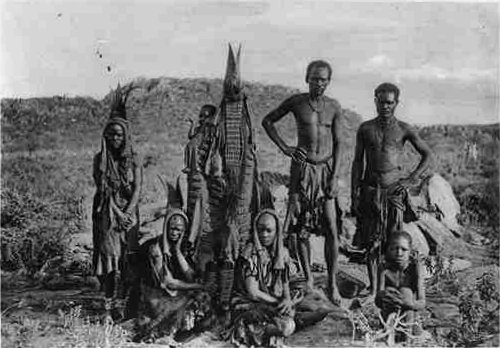
Des Héréros vers 1910.

Les révoltes continuent encore jusqu'en 1908. Le gouverneur Friedrich von Lindequist, après avoir proposé une amnistie générale aux Héréros est amené à faire réprimer brutalement les révoltes Namas dont il envisage la déportation vers les îles Samoa. Si son projet avorte, faute de financement, de nombreux indigènes, notamment les hommes de Witbooi, sont déportés au Togo.
En 1908, les souverains ovambos se placent sous la protection allemande.
Ce massacre de masse sera qualifié rétroactivement de « génocide oublié » par les historiens quand furent redécouvert les archives de cette guerre coloniale au cours des années 1990. L'Allemagne a officiellement demandé pardon aux peuples namibiens en 2004, puis en 2007, les descendants de von Trotha sont venus présenter leurs excuses aux chefs Héréros.

## Le début de l'exploitation économique (1908-1914)

Drapeau (non officiel) du Sud-Ouest africain allemand à partir de 1913.

Le protectorat obtient le statut d'autonomie grâce à Lindequist devenu sous-secrétaire d'État aux colonies. Les statuts de municipalités sont accordés à Windhuk, Karibib, Keetmanshoop, Lüderitz, Okahandja, Omaruru, Swakopmund et Warmbad. Le réseau ferroviaire est développé.
En 1908 les premiers diamants sont découverts dans la baie de Lüderitz.

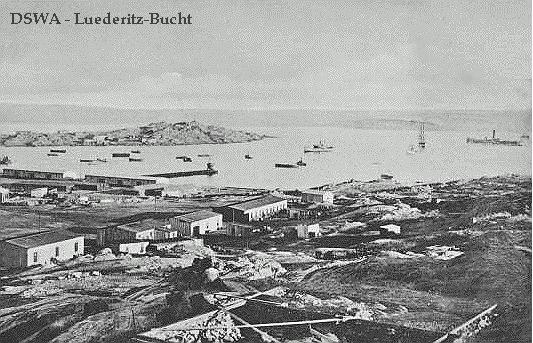
Lüderitz en 1905.

Le Sud-Ouest africain allemand cesse dès lors d'être la plus pauvre des colonies allemandes. Les premières lois ségrégationnistes sont votées la même année : interdiction des mariages interraciaux, réglementation à l'accès des écoles en fonction de la race, mise en place d'un laissez-passer pour les noirs âgés de plus de huit ans, obligation d'une autorisation spéciale de l'administration pour permettre à un noir de posséder des terres, du bétail, des chevaux ou des armes.
En 1914, les colons allemands au nombre de 13 000 personnes représentant 83 % de la population blanche (15 700 individus) dont 1 000 fermiers possédant 13 millions d'hectares. Ces colons sont principalement établis dans le sud et le centre du pays, en dehors des terres indigènes alors que les Afrikaners se concentrent dans la région de Grootfontein et du Namaland.

## La fin de la colonie (1914-1920)
La Première Guerre mondiale va mettre fin au protectorat germanique sur le Sud-Ouest Africain en dépit du soutien aux Allemands de plusieurs milliers de combattants de la seconde guerre des Boers et de l'appel à la neutralité du général Koos de la Rey.

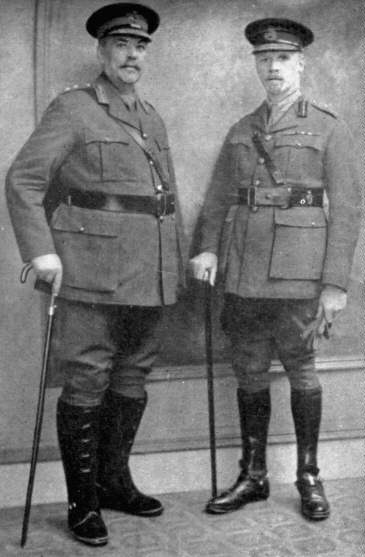
Louis Botha et Jan Smuts en 1917.

Après avoir réprimé sévèrement cette tentative de révolte et la mort accidentelle de Koos de la Rey, le Premier ministre sud-africain Louis Botha confirme l'engagement de son gouvernement au côté du Royaume-Uni contre l'Allemagne. Sa principale mission est de combattre dans les colonies allemandes d'Afrique, principalement le Sud-Ouest Africain mais aussi le Tanganyika.
Militairement, la situation des Allemands est extrêmement préoccupante. Leurs adversaires disposent à la fois d'une supériorité militaire écrasante et de la maîtrise des mers ; et si la colonie n'était pas frontalière au nord avec l'Angola, possession portugaise neutre dans le conflit, elle serait totalement encerclée. Les bonnes relations avec l'Angola sont donc primordiales car c'est le seul endroit d'où peut parvenir du ravitaillement.
Les premiers engagements commencent dès août 1914. Le 8, des patrouilles allemandes et sud-africaines s'affrontent à Kummernais. D'autres escarmouches peu concluantes ont lieu début septembre à Nakop et Beenbreck. À Sandfontein, les Allemands commandés par Joachim von Heydenreck remportent le 26 une victoire sur les Sud-Africains.
Début octobre, une petite expédition allemande chargée d'aller chercher des vivres en Angola est interceptée par une patrouille portugaise; à la suite d'une méprise, les Portugais ouvrent le feu et tuent la plupart des Allemands. Au lieu d'essayer de comprendre les raisons de l'incident, les autorités allemandes déclenchent des opérations de représailles contre l'Angola, qui culminent le 18 décembre avec le combat de Naulila, au cours duquel le major Erich Victor Carl August Franke inflige une sévère défaite aux troupes portugaises. C'est une victoire totalement stérile qui a pour principal résultat d'accentuer encore l'isolement du Sud-Ouest Africain alors que les Sud-Africains s'apprêtent à lancer une grande offensive.
À la bataille de Gibeon les 25 et 26 avril 1915, les troupes sud-africaines du brigadier-général sir Duncan Mackenzie remportent une victoire décisive contre l'armée allemande du « Sudwest » qui perd le quart de ses effectifs et toute son artillerie.
Le 9 juillet 1915, elle est définitivement vaincue à Khorab par le corps expéditionnaire britannico-sud-africain et le gouverneur allemand Theodor Seitz et Franke, le commandant en chef, capitule avec 4 770 soldats. Le général et ministre sud-africain Jan Smuts est nommé à la tête du corps expéditionnaire pour administrer la colonie. 1 552 soldats allemands sont retenus prisonniers à Aus alors que les réservistes sont autorisés à regagner leurs fermes.
Le 6 février 1917, après la chute de la capitale Kwanyama de Oihale, la découverte du corps du roi Mandune ya Ndemufayo marque la fin du dernier royaume Ovambo indépendant.
Avec la signature du traité de Versailles, l'Allemagne renonce définitivement à ses colonies. Le Sud-Ouest africain allemand a vécu.

## Après 1917
En 1918, le jeune juge britannique Thomas O'Reilly  rédige un rapport accablant, le Blue Book (« Union of South Africa – Report On The Natives Of South-West Africa And Their Treatment By Germany »), réédité en 2015.
En juillet 2015, une motion est déposée au Bundestag par le député Niema Movassat, pour le parti de gauche Die Linke : « Le parlement allemand se souvient des atrocités commises par les troupes coloniales de l’empire allemand dans son ancienne colonie du Sud-Ouest africain, et entend honorer la mémoire des victimes de massacres, d’expulsions, d’expropriations, de travail forcé, de viols, d’expérimentations médicales, de déportations et d’enfermements inhumains dans des camps de concentration. La guerre d’extermination menée par les troupes coloniales allemandes entre les années 1904 et 1908 a entraîné la mort de 80 % du peuple herero, de plus de la moitié du peuple nama et d’une large partie des groupes ethniques Damara et San ».